# 程序動議
程序動議（Incidental motion）是一項議事程序，旨在改變處理主動議、其它動議案、表決方法或會議流程的方式，例如與會者可提出請求宣讀文件動議，要求會議秘書朗讀議案（或提出請免宣讀文件動議，要求會議秘書停止宣讀議案），也可提出分段考慮動議，要求分段審議某動議案。根據《羅伯特議事規則》，程序動議包括暫停議則動議、反對考慮動議、分開動議、分段考慮動議、表決方式動議等11項。大多數程序動議案均毋需討論。